# テレーズ 情欲に溺れて
『テレーズ 情欲に溺れて』（テレーズ じょうよくにおぼれて、In Secret）は2013年のアメリカ合衆国・セルビア・ハンガリーのドラマ映画。チャーリー・ストラットン監督の長編デビュー作で、出演はエリザベス・オルセン、トム・フェルトン、オスカー・アイザック、ジェシカ・ラングなど。原作はエミール・ゾラが1867年に発表した小説『テレーズ・ラカン』と2009年に初演された舞台劇『Thérèse Raquin』。
日本国内で劇場公開されなかったが、2021年3月3日にDVDが発売された。

## ストーリー
1860年代、パリの下層社会。テレーズ・ラカンはその卓越した美貌にも拘らず、何の刺激もない、息苦しいだけの生活を送ることを余儀なくされていた。その最大の原因は叔母（マダム・ラカン）にあった。マダム・ラカンはテレーズに対して高圧的に振る舞い、彼女を無理矢理従兄（カミーユ）と結婚させたのである。
そんなある日、テレーズはカミーユの友人、ローランと知り合いになった。何の取り柄もない凡庸なカミーユとは違い、ローランは男性的な魅力に溢れていたため、テレーズはあっという間に彼の虜になってしまった。ローランと肉体を重ねる度、テレーズは女としての喜びを全身で感じるのだった。やがて、2人は邪魔者でしかなくなったカミーユの暗殺を決意する。

## キャスト
- テレーズ・ラカン: エリザベス・オルセン
  - 子供時代: リリー・ライト（英語版）
- カミーユ・ラカン: トム・フェルトン - テレーズの夫で従兄。
  - 子供時代: ディミトリエ・ボクダノフ
- ローラン・ルクレア: オスカー・アイザック - カミーユの幼なじみで同僚。
- マダム・ラカン: ジェシカ・ラング - カミーユの母でテレーズの叔母。
- オリヴィエ: マット・ルーカス
- スザンヌ: シャーリー・ヘンダーソン
- グリヴェ: マッケンジー・クルック
- ミショー: ジョン・カヴァノー（英語版）

## 製作
2012年2月8日、エリザベス・オルセン、トム・フェルトン、グレン・クローズが映画『Therese』に出演することになったと報じられた。3月、クローズが降板することになり、ジェシカ・ラングが代役として起用されると共に、オスカー・アイザックの出演が決まった。5月、本作の主要撮影がハンガリーで始まった。同月21日、ガブリエル・ヤレドが本作で使用される楽曲を手がけるとの報道があった。2014年2月21日、本作のサウンドトラックが発売された。

## 公開・興行収入
2013年8月27日、ロードサイド・アトラクションズが本作の全米配給権を獲得したと報じられた。9月7日、本作は第38回トロント国際映画祭でプレミア上映された。11月6日、本作のタイトルが『Therese』から『In Secret』に変更された。12月3日、本作のオフィシャル・トレイラーが公開された。2014年2月21日、本作は全米266館で公開され、公開初週末に26万5586ドルを稼ぎ出し、週末興行収入ランキング初登場28位となった。

## 評価
本作に対する批評家の評価は平凡なものに留まっている。映画批評集積サイトのRotten Tomatoesには88件のレビューがあり、批評家支持率は41%、平均点は10点満点で5.3点となっている。サイト側による批評家の見解の要約は「キャスト陣の豊かな才能から恩恵を受けているが、彼/彼女らを以てしても、『テレーズ 情欲に溺れて』の既視感を覚えるストーリーとその進み具合の遅さという欠点を相殺できなかった。」となっている。また、Metacriticには32件のレビューがあり、加重平均値は47/100となっている。